# Пхансорі
Пхансорі (кор. 판소리) — це корейський жанр музичної оповіді у виконанні співака та барабанщика.
Термін пхансорі походить від корейського слова пхан 판 і сорі 소리. Сорі, означає «звук», а пан має різноманітні значення. Одне з трактувань означає «ситуація, де зібрано багато людей». Інше значення «пісня, що складається з різних тонів». Це одна з традиційних форм корейської музики, яка змішує рухи тіла й пісні під акомпанемент барабана бук, на якому грає госу.
Із 1964 року Пхансорі було визначено Національною нематеріальною культурною спадщиною Кореї № 5.
7 листопада 2003 року Пхансорі було зареєстровано в ЮНЕСКО, як Шедевр усної та нематеріальної спадщини людства Кореї. У 2011 році, пхансорі, яким практикуються етнічні корейці в Китаї, також було номіновано, як нематеріальну культурну спадщину ЮНЕСКО, урядами Корейської автономної префектури Яньбянь і Тєлін.
Спочатку, пхансорі був формою народної розваги для нижчих класів, представлений корейською елітою в 19 столітті. У той час як суспільний інтерес до цього жанру тимчасово знизився, у середині 20-го століття, сьогодні південнокорейська громадськість і уряд старанно реєструють і визнають багатьох співаків пхансорі «Живим національним надбанням Кореї».

## Композиція
Вистави пхансорі виконуються Клоуном, Госу й аудиторією.
Клоун співає із віялом у правій руці, а співоча та розмовна частини перетинаються. Співочу партію називають «прикладною» або «привільною».
Госу, інший важливий компонент виступу, який грає на барабані. Барабанщик обігрує емоційний контур пісні та додає більше чарівності виконанню.
Аудиторія, замість того, щоб тихо слухати, додає різноманітні вигуки під час вистави.

У 18 столітті 12 циклів пісень, або мадан (кор. 마당), були створені як репертуар історій пхансорі. Ці історії були зібрані у «Кванухий» Сон Мандже (кор. 관우희) і Чон Носіка в «Чосон Чангикса» (кор. 조선창극사).
Із 12 оригінальних маданів наразі виконуються лише п'ять із них:
- Чхунхянга (кор. 춘향가)
- Сімчхонга (кор. 심청가)
- Хинбуга (кор. 흥부가)
- Сугонга (кор. 수궁가)
- Чокбйокка (кор. 적벽가)

Сучасні виконання мадану значно відрізняються від оригінальних творів. Замість того, щоб виконувати весь мадан, що може тривати до 10 годин, музиканти  виконують лише певні частини, виділяючи найпопулярніші частини мадану.

## Історія

### Початок: 17 ст
Вважається, що пхансорі виник наприкінці 17 століття за часів династії Чосон. Найдавніші виконавці цього жанру, наймовірніше, були шаманами та вуличними артистами, а їх аудиторією були люди нижчого класу. Незрозуміло, де на Корейському півострові виник пхансорі, але регіон Хонам із часом став місцем його розвитку.

### Розширення та золотий вік: 18–19 ст
Допускається, що пхансорі було прийнято вищими класами приблизно в середині 18 століття. Одним із доказів, який підтверджує це переконання, є те, що Ю Джінхан, член вищого класу янбан, записав текст Чхунхянга, відомого пхансорі, яке він бачив у виконанні в Хонамі в 1754 році, що вказує на те, що до цього часу еліта відвідувала вистави пхансорі.
Золотим віком пхансорі вважається 19 століття, коли популярність жанру зросла, а його музичні техніки стали більш досконалими. Протягом першої половини 19-го століття співаки пхансорі включили народні пісні в жанр, використовуючи вокальні техніки та мелодії, призначені для звернення до вищого класу. Суто гумористичні пхансорі також стали менш популярними, ніж ті, які поєднували гумористичні та трагічні елементи.
Основні розробки в цей період були зроблені дослідником пхансорі та меценатом Шін Джехьо. Він переосмислював і складав пісні відповідно до смаків вищого класу, а також навчав перших відомих співачок, у тому числі Джін Чесон, яка вважається першою жінкою-майстром пхансорі.
Західне виконавське мистецтво вперше потрапило до Кореї наприкінці дев'ятнадцятого століття. Чон Дувон уперше приніс концепцію західної музики до Кореї в 1632 році. Він познайомився із західною музикою завдяки вченням китайських католицьких священників. Лі Индол, перший кореєць, який вивчав західну музику в школі штаб-сержантів японської армії, у 1882 році почав тренувати оркестри в Сеулі. Презентація Со Саном релігійної музики Юни, зокрема протестантських пісень, у 1884 році також мала значний ефект.

### Занепад: початок 20 ст
На початку 20 століття пхансорі зазнали кількох помітних змін. Його частіше виконували в приміщенні та ставили подібно до західних опер. Він був записаний і вперше проданий на вінілових платівках. Кількість співачок швидко зростала за підтримки організацій пісень кісен. Трагічний тон пхансорі посилився через вплив японської окупації Кореї на корейську публіку та виконавців. Намагаючись придушити корейську культуру, японський уряд часто цензурував пхансорі, які покликалися на монархію чи корейський націоналізм.

### Збереження та відродження: кінець 20 століття до сьогодні
На додаток до японської цензури, зростання кінематографа та чангику, а також хвилювання під час Корейської війни сприяли зниженню популярності пхансорі до середини 20 століття. Для того щоб допомогти зберегти традицію пхансорі, у 1964 році уряд Південної Кореї оголосив його нематеріальним культурним надбанням. Крім того, виконавців пхансорі почали офіційно визнавати «Живим національним надбанням». Це сприяло відродженню інтересу до жанру, починаючи з кінця 1960-х років.
7 листопада 2003 року ЮНЕСКО оголосило традицію пхансорі шедевром усної та нематеріальної спадщини людства.
Кількість виконавців пхансорі суттєво зросла в 21 столітті, хоча жанру важко знайти широку громадську привабливість, а аудиторія пхансорі складається здебільшого з літніх людей, учених або студентів традиційної музики та еліти. Проте пхансорі-ф'южн музика, тенденція, що почалася в 1990-х роках, продовжилася в 21 столітті, коли музиканти створювали комбінації, включаючи пхансорі-реґі, пхансорі-класику та пхансорі-реп.
Православні вистави пхансорі у відомих місцях і на традиційних театральних сценах є звичним явищем. Традиційний театр і повнометражні вистави в одному з багатьох визнаних спеціалізованих секторів входять до урядової програми збереження культури Кореї. Вистави відбуваються на сценах відомих театрів, нагадуючи придворні та ринкові розваги зі стародавніх часів.
Туристичний пхансорі — це термін, який стосується відомих співаків пхансорі, які виконують короткі номери традиційного виконання ахансорі з іншими видами музики. Часто численні короткі виступи не мають нічого спільного, наприклад, коли придворна музика чи релігійні танці поєднуються з пхансорі. Іноземні гості та гості з інших регіонів Кореї складають основну частину аудиторії. Мета полягає в тому, щоб зробити пхансорі доступним для широкої аудиторії, яка не знайома з його нормами або зі значенням традиції для корейського народу.

## Елементи й стилі
Існує п'ять елементів музичного стилю пхансорі: Чо, Чантан, Бучімсе, Че й вокальна постановка.
• Чо (кор. 조) — відноситься здебільшого до мелодійної основи виконання. З погляду музики в західній культурі, це можна порівняти з ладом і тональністю, хоча чо також включає вокальний тембр і емоції, виражені під час співу.
• Чантан (кор. 장단) — це використана ритмічна структура. Чантан використовується для демонстрації емоційних станів, що відповідають розповіді співака та при появі певних персонажів.
• Бучімсе (кор. 붙임새) — відноситься до методу, за якого слова пхансорі поєднуються з мелодіями. Значення стосується сполучень слів із неправильним ритмом.

### Стиль
Стиль пхансорі виник із поділу зв'язків і регіонів походження, із встановленням потоку, співу та теорії кожної пісні протягом тривалого періоду часу, що призвело до формування підстилей. Стиль в основному класифікували як дві основні гори Східної та Західної Пхьондже.
Пхансорі можна розділити на Чогодже (кор. 중고제), Донпьондже (кор. 동편제) та Сопьондже (кор. 서편제), залежно від регіону.
Донпьондже був заснований на районах Унбон, Курьо, Сончан і Хиндок, які розташовані на схід від річки Сомджінган, має чудове, енергійне і просте відображення природного об'єму без будь-якої вишуканості.
Сопьондже відноситься до звучання конфуціанських учених у Наджу, Хенам і Босон, на захід від річки Сомджінган, і є стандартом законодавства Пак Юджон. Музичні характеристики в основному використовуються для зображення сумних і образливих почуттів, а також для зображення складних, барвистих і спокусливих звуків.
Чогодже — це ще один стиль, де звук починається із середнього тону й починається рівним відносно низьким голосом, коли відкривається вікно, збільшується посередині та знижує голос, коли досягається межа. Зрозуміло, що звук високий і низький, тому його чітко чути, а мелодія монотонна і проста.

## Теми
Усі історії, описані в пхансорі, пов'язані з окремою моральною проблемою людей: Чхунхянга, Сімчхонга та Хинбуга. Кожна казка дає цінний урок і унікально ілюструє віру стародавніх корейців у карму.
Чхуньхянга розповідає історію про дівчину, яка народилася в скромній родині, але змінилася після того, як вийшла заміж за сина губернатора. Згодом вона відмовилася і протистояла тиску іншого губернатора. Розповідь завершується тим, що її чоловік рятує її, коли вона демонструє чистоту, любов і єдність людей із багатьох соціальних класів.
Сімчхонга підкреслює синівську шанобливість, цнотливість і силу духу. Сімчхонга була звільнена Королем Моря як акт співчуття, вона зустріла короля свого королівства та вийшла заміж за нього. Пізніше, вона пожертвувала собою, щоби повернути йому зір. Згодом вона натрапляє на його батька й завдяки її величезній любові та відданості до батька, до неї повертається зір. У пісні підкреслюється важливість міцного зв'язку батьків і дітей.
Уроки Хинбуга підкреслюють пастки людської скупості. Злий брат Хинбунга ламає ластівці цівку, а він коли находить бідну пташку допомагає їй відновитися. Хинбунга пізніше щедро благословляють за це, а його брат розплачується за свої вчинки. У цій пісні оспівується мораль і добро, а зло карається. Саме цьому вчить людей ця пісня.